# Bibliothek von unten
Die Bibliothek von unten in Wien (Österreich) versteht sich als Alternative und Ergänzung zu den traditionellen Bibliotheken und Archiven in Österreich. Themenschwerpunkte sind „linke“ und „linksradikale“ Gesellschaftskritik, Politik und alternative Lebensbereiche.

## Geschichte
Unter dem Namen Volxbibliothek wurde die Bibliothek von unten (B.v.u.) im Jänner 2000 in Wien gegründet als Versuch Bücher und Zeitschriften mit linkspolitischen und alternativen Inhalten einem breiteren Publikum zugänglich zu machen. Mit circa 5000 Büchern und 140 Meter Zeitschriften (Stand: Dezember 2010) können sich Interessierte mit wenig Geld über diese Themenbereiche informieren.
Die Bibliothek von unten ist die größte selbstverwaltete und nichtinstitutionelle Bibliothek in Österreich und konnte durch die Schenkung von zwei Privatbibliotheken gegründet werden, sie ist Mitglied im „Bücherverband Österreich“. Nach dem Vorbild der „B.v.u.“ wurde 2002 in Graz der Infoladen Bewegungsmelder gegründet der mit dem Aufbau einer vergleichbaren Bibliothek beschäftigt ist. Die „B.v.u.“ sieht sich als Ergänzung zu den österreichischen Projekten Frauensolidarität, „BibliothEKH“ und STICHWORT – Archiv der Frauen- und Lesbenbewegung. In Österreich bietet die Bibliothek die größte Aufstellung zum Thema Anarchismus und arbeitet eng zusammen mit dem „Archiv der sozialen Bewegungen“ in Wien.
Ähnliche Projekte sind die Archive von unten, die Bibliothek der Freien (Berlin), das CIRA (Lausanne) und das Archiv für Alternativkultur (Berlin).

## Veranstaltungen 2010 und 2012
Die Bibliothek von unten bietet Veranstaltungen für Diskussionen, Bücherlesungen und -flohmärkte.
- Zum 10-jährigen Bestehen fand im April 2010 ein „Subersives Bibliotheken und Archiv Fest“ statt.
- Eine Buchvorstellung und Party im Mai mit unter anderem den Themen „Wie hängen Kapitalismus und Sex (...) zusammen?“, „Wie können individuelle Freiheit und Kollektivität verwirklicht werden“ und „Wie verändern wir unseren Alltag und das kapitalistische System?“.
- 2012: Werbefahrt mit Präsentationen, Stadtspaziergang mit Archiv der Wiener Punkbewegung, Anarchistische Bibliothek & Archiv, Bibliothek von unten, bibliothEKH und Kollektiv-Gedächtnis.

## Themenschwerpunkte derBibliothek von unten
Soziale Bewegungen, Armut, Feminismus, Anarchismus, Sozialismus, Sexualität, Homosexualität, Staatsgewalt, Krieg, Widerstand, Nationalsozialismus, Rechtsextremismus, Gewalt gegen Frauen, Sexismus, Prostitution sowie Philosophie, Psychologie, Sozialreportagen, Ethnologie, Kunst, Belletristik und andere mehr.